# 김영선 (축구인)
김영선(한국 한자: 金永善, 1975년 4월 3일 ~ )은 대한민국의 전 축구 선수이다.